# Kozhikode (district)
Kozhikode is een district van de Indiase staat Kerala. Het district telt 2.878.498 inwoners (2001) en heeft een oppervlakte van 2345 km². Het district ligt rond de kuststad Kozhikode.

## Geschiedenis en economie
Het gebied rond Kozhikode heeft een lange geschiedenis van handel met het Midden-Oosten, China en Oost-Afrika. Vasco da Gama landde in 1498 op het strand van Kappad bij Kozhikode. Als district werd het gevormd in 1957, toen de staat Kerala als Malayalam sprekende staat werd gevormd, maar het was toen nog groter dan nu. In 1969 werd het gebied van het huidige Malappuram een apart district, en in 1980 Wayanad.
Het district heeft net als Ernakulam, Thrissur en Kannur een hoge graad van urbanisatie. In alle vier woont ongeveer 65% van de bevolking in stedelijk gebied. Net als Ernakulam en Thrissur heeft Kozhikode de beschikking over een internationaal vliegveld, Calicut International Airport. Alleen Kannur bouwt nog aan haar vliegveld. Ongeveer 340 km² van Kozhikode is stedelijk gebied. Kozhikode heeft treinverbindingen met Mangalore in Karnataka in het noorden en via Shoranur met het zuiden van Kerala en Chennai in Tamil Nadu. De Universiteit van Calicut en het Indian Institute of Spices Research zijn gevestigd in de stad Kozhikode. Puthiyappa, een buitenwijk van Kozhikode, is de vissershaven van de streek, naast de vissersdorpen.

## Begin van journalistiek in het Malayalam
De eerste krant in Kozhikode in het Malayalam (മലയാളം), de landstaal van Kerala, was de 'Kerala Patrika' uitgegeven vanaf 1884 in Kozhikode, met als redacteur Chengulath Kunhirama Menon. De redacteur Chengulath veroordeelde in de krant corruptie en onrecht, en was daarmee de eerste politieke journalist in Malabar. Malabar is hier het toenmalig district Malabar, nu de noordelijke helft van Kerala en een deel van de kust van Karnataka. De 'Kerala Sanchari' begon in 1888 als weekblad in het Malayalam, met als redacteur Vengayil Kunhiraman Nayanar en ook uitgegeven vanuit Kozhikode. De Kerala Sanchari was kritisch over sociale, politieke en culturele onderwerpen.

## Toerisme

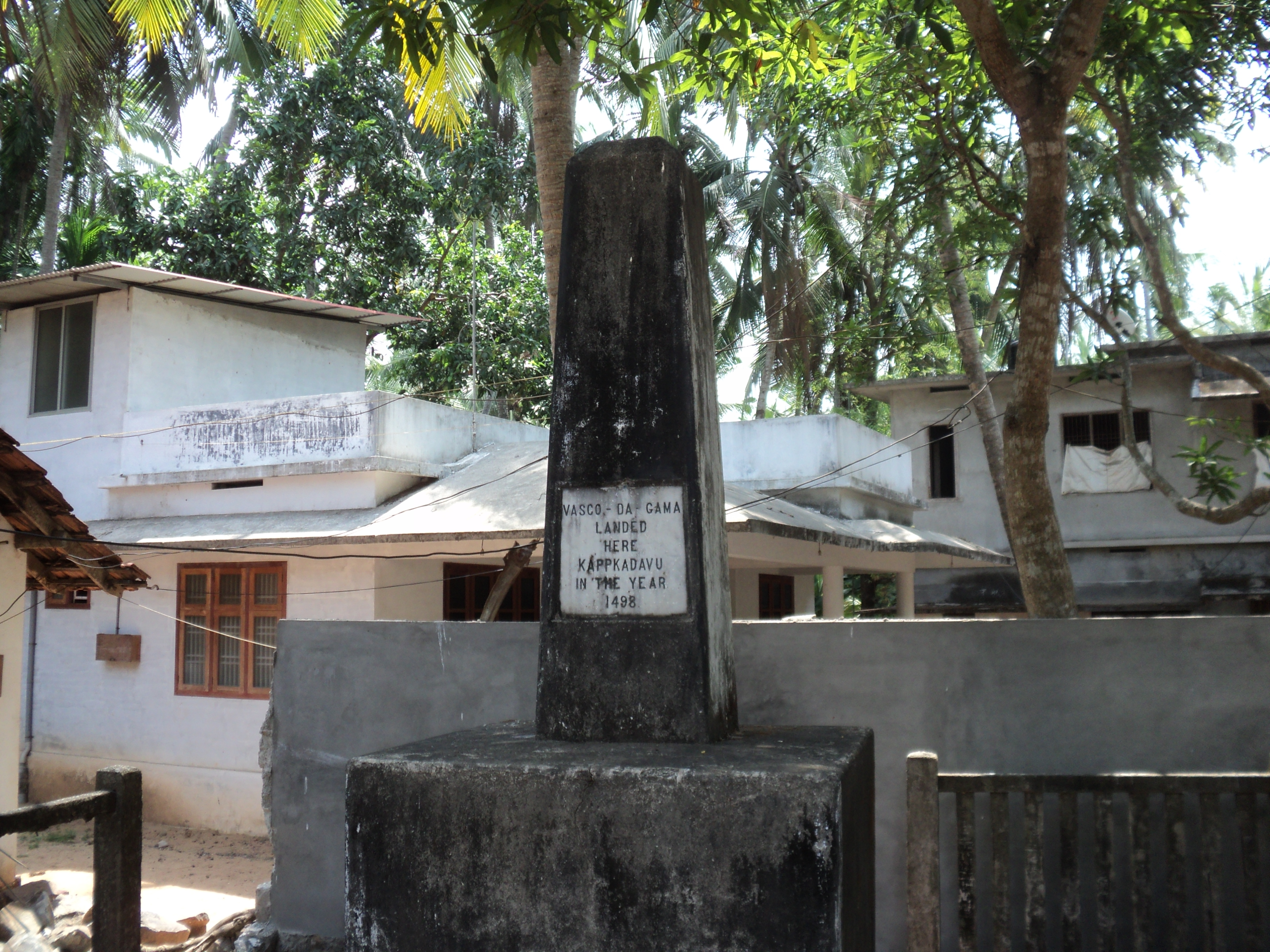
Herdenkingsteken van Vasco da Gama's landing bij Kappad (2013)

Het district heeft 80 km kust. Achter de kust ligt een gebied van lagunes en rivieren. Het weer in Kozhikode is tropisch met een moessonseizoen, zoals gebruikelijk aan de kust van Kerala. Het strand in Kappad waar op 27 mei 1498 Vasco da Gama landde is aangegeven met een herdenkingsteken. Beypore, aan de monding van de rivier de Beypore, heeft een handelshaven en vissershaven. Ook worden er nog Uru's gebouwd, boten die lijken op dhow's. Ze worden van teak gemaakt, vroeger uit Nilambur in Malappuram, tegenwoordig uit Maleisië. Het Kadalundi Bird Sanctuary ligt in de monding van de rivier de Kadalundi, op een groep zandeilanden. Het ligt op de grens van het district Kozhikode en het district Malappuram. Van november tot april is het ook een rustgebied voor trekvogels.